# Aechmea biflora
Espèce
Classification phylogénétique
Statut de conservation UICN

 VU A4d; C2a(i) : Vulnérable
Synonymes
- Streptocalyx biflorus L.B.Sm.

Aechmea biflora est une espèce de plantes de la famille des Bromeliaceae, endémique d'Équateur.

## Synonyme
- Streptocalyx biflorus L.B.Sm.[1].